# John Atterbury
John Atterbury (n. 4 de agosto de 1941) es un actor y compositor británico. 

## Carrera
John hizo su debut cinematográfico en 1968 al hacer el papel del robot en la serie de televisión Doctor Who, serie en la que también hizo el papel de guardia alienígena en 1969. En 2007 Atterbury hizo el papel de Phineas Nigellus Black en la película Harry Potter y la Orden del Fénix. Ya en 2011 hizo su decimotercer y último papel en la película Love's Kitchen.
Además desde 2009 hasta 2011 fue el compositor de tres películas.

## Filmografía
- Love's Kitchen (2011): Concejal 1
- Robin Hood (2010): Tesorero
- Midsomer Murders (Serie de televisión) (2009) (1 episodio)
  - The Great and the Good - Sr. Fuller
- Elizabeth: la edad de oro (2007): Matrimonio Priest
- Harry Potter y la Orden del Fénix (2007): Phineas Nigellus Black
- Gosford Park (2001): Merriman
- The Jump (TV series) (1998) (1 episodio)
  - Episode #1.1 - Juez
- The Parent Trap (1998): Gareth
- Scarlett (1994): Secretario del Tribunal
- Time of My Life (Serie de televisión) (1980) (1 episodio)
  - Episode #1.3 - Agente de policía
- Doctor Who (Serie de televisión) (1968–1969) (4 edpisodios)
  - The War Games: Episode Four (1969) - Guardia alienígena
  - The Mind Robber: Episode 5 (1968) - Robot
  - The Mind Robber: Episode 4 (1968) - Robot
  - The Mind Robber: Episode 1 (1968) - Robot